# Sonnwend-Wolfsmilch
Die Sonnwend-Wolfsmilch (Euphorbia helioscopia) ist eine Pflanzenart in der Gattung Wolfsmilch (Euphorbia) innerhalb der Familie der Wolfsmilchgewächse (Euphorbiaceae). Der botanische und der deutsche Name weisen auf die Eigentümlichkeit der Art hin, ihre Blütenstände nach der Sonne auszurichten (Heliotropismus).

## Beschreibung
Die Sonnwend-Wolfsmilch ist eine einjährige krautige Pflanze, die Wuchshöhen von bis zu 40 Zentimetern erreicht, die meisten Pflanzen werden jedoch nur 10 bis 20 cm hoch und bleiben unverzweigt oder verzweigen nur gering aus der Basis. Der zylindrische, bis etwa 3 mm dicke Stängel trägt nur wenige verkehrt-eiförmige Laubblätter, die bis etwa 2 cm lang sind. Das Längenwachstum wird mit einem Wirtel aus fünf Blättern abgeschlossen, über dem der endständige Blütenstand erscheint.
Der Blütenstand bildet den umfangreichsten Teil der Pflanze. Er ist eine fünfstrahlige Trugdolde, die dreigeteilt (trichotom) verzweigt ist. Die Hochblätter, die den größten Teil des Laubes ausmachen, sind blattförmig, häufig leicht gezähnt und gelblich-grün. Ebenfalls gelblich-grün sind die nur etwa 1 mm großen Cyathien. Die zuerst gebildeten Cyathien tragen meist fünf, die auf weiter verzweigten Blütenstandsstielen erscheinenden Cyathien meist nur vier breit eiförmige bis fast kreisrunde Nektardrüsen. Die tief gelappte, dreikammerige Kapselfrucht hat einen Durchmesser von etwa 3 mm und ragt auf einem gebogenen Stiel aus dem Cyathium heraus.
Die gesamte Vegetationsperiode liegt etwa zwischen März und November, die Blütezeit zwischen April und Oktober. Gegen Ende der Vegetationsperiode werden die Pflanzen häufig von Mehltau befallen. Spätestens mit dem ersten Bodenfrost sterben sie ab.
Die Art hat die Chromosomenzahl 2n = 42.

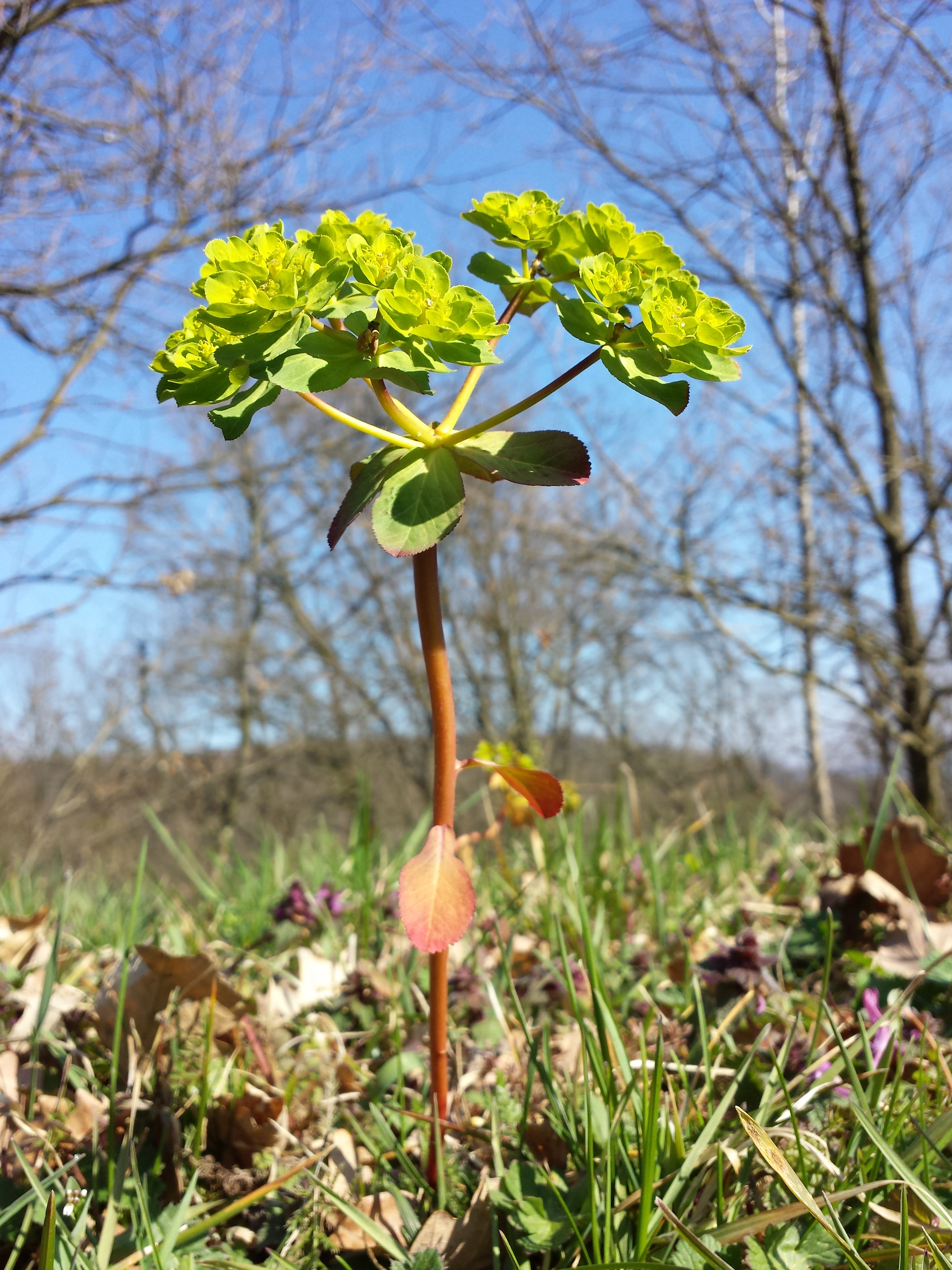
Sonnenwend-Wolfsmilch (Euphorbia helioscopia)

## Ökologie
Die Sonnenwend-Wolfsmilch ist meist ein Therophyt.
Die Blüten blühen durch einen Zivilisationseffekt inzwischen auch im Winter. Die Blütenstände zeigen eine Photonastie d. h., sie sind der Sonne zugewandt. Die Bestäubung erfolgt vor allem durch Fliegen. Hauptblütezeit ist von April bis Oktober. 
Die dreiteiligen Spaltfrüchte zerfallen in drei „Kokken“, die sich durch einen Stoßmechanismus explosionsartig öffnen und die netzgrubigen Samen bis 2 m weit fortschleudern. Die Samen sind langlebig. Fruchtreife ist von Juli bis Oktober. Es findet auch Apomixis statt, d. h. die Bildung von Samen ohne Befruchtung.
Vegetative Vermehrung ist durch Wurzelsprosse möglich. Die Art wurzelt bis 80 Zentimeter tief.

## Vorkommen
Diese Art (möglicherweise identisch mit einer früher lateinisch als Tithymallus oder titmallus bezeichneten Pflanze) stammt ursprünglich vermutlich aus dem Mittelmeerraum und verbreitete sich im Neolithikum als Kulturfolger des Menschen (Archäophyt). Das natürliche Verbreitungsgebiet der Art reicht von Nordafrika über das gesamte Europa und in Asien über Iran und Indien bis nach China und Japan. In Nord- und Südamerika sind eingeschleppte Pflanzen verwildert (Invasive Pflanze). 
Die Sonnenwend-Wolfsmilch kommt verbreitet in lückigen Unkrautfluren gehackter Äcker oder in Gärten und Weinbergen vor. Sie bevorzugt stickstoff- und basenreiche, lockere Böden und zeigt Lehm und Nährstoffreichtum an. Nach Ellenberg ist sie ein Frischezeiger, ein Schwachsäure- bis Schwachbasezeiger, an stickstoffreichen Standorten wachsend und eine Verbandscharakterart der Erdrauch-Wolfsmilchgesellschaften (Fumario-Euphorbion).
Die ökologischen Zeigerwerte nach Landolt et al. 2010 sind in der Schweiz: Feuchtezahl F = 3 (mäßig feucht), Lichtzahl L = 4 (hell), Reaktionszahl R = 4 (neutral bis basisch), Temperaturzahl T = 3+ (unter-montan und ober-kollin), Nährstoffzahl N = 4 (nährstoffreich), Kontinentalitätszahl K = 3 (subozeanisch bis subkontinental).
Die Art steigt in den Allgäuer Alpen im Tiroler Teil bei Benglerwald zwischen Holzgau und Bach bis zu 1200 m Meereshöhe auf. In der Schweiz steigt die Art bis 1800 Meter, in Tirol bis 1700 Meter Meereshöhe auf.

## Systematik und Taxonomie
Euphorbia helioscopia wurde 1753 von Carl von Linné in Species Plantarum erstveröffentlicht.
Man kann zwei Unterarten unterscheiden:   
- Euphorbia helioscopia subsp. helioscopia: Sie kommt in Makaronesien, in Nordafrika und von Eurasien bis zum Indischen Subkontinent vor.[10]
- Euphorbia helioscopia subsp. hiemalis A.P.Khokhr.: Sie kommt im Kaukasusgebiet vor.[10]

## Nutzung
Die Art wurde bereits im dritten vorchristlichen Jahrtausend unter dem Kaiser Shen-Nong ärztlich verwendet.

## Galerie

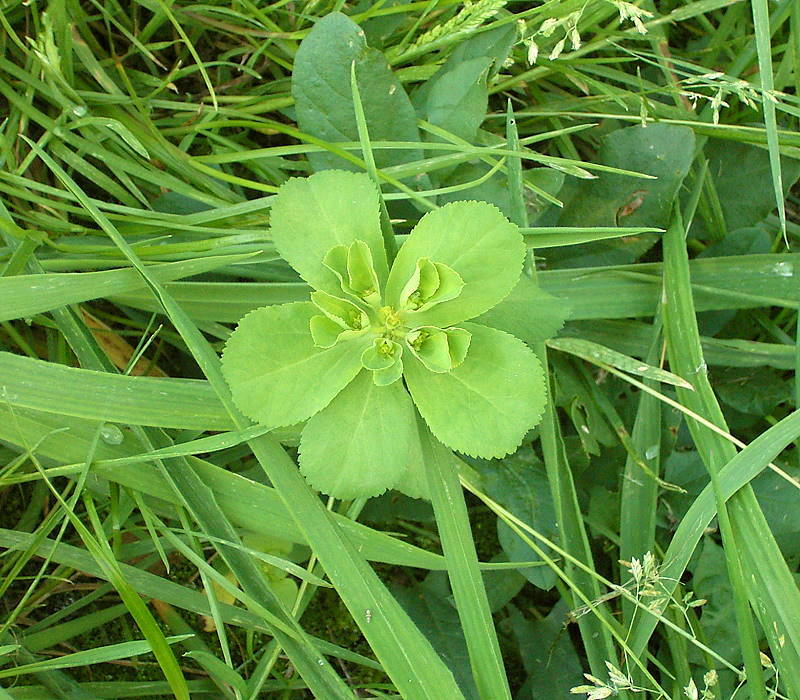
Jungpflanze
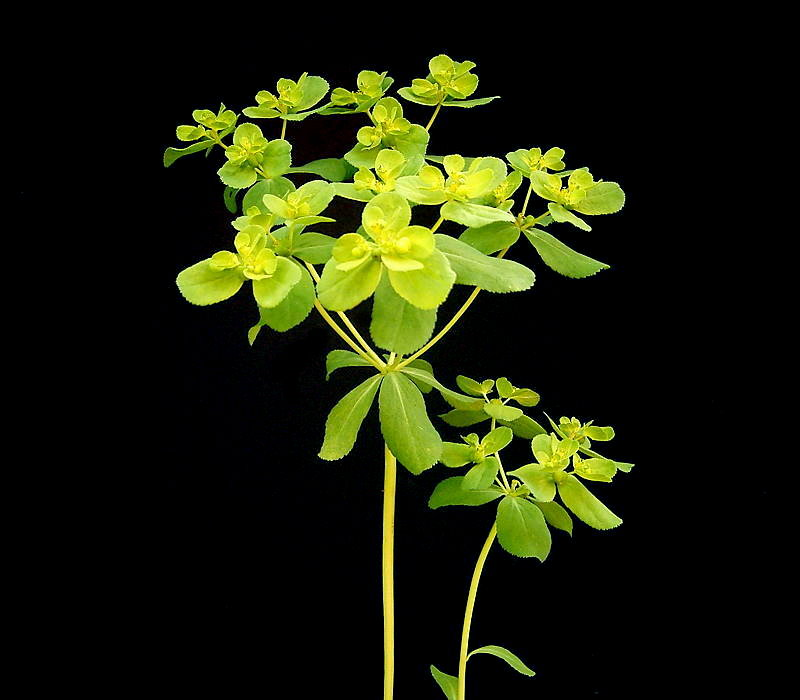
Typische Pflanze: Unverzweigt oder gering von der Basis verzweigt, wenige Blätter, fünfstrahliger Wirtel, relativ großer, gelb-grüner Blütenstand
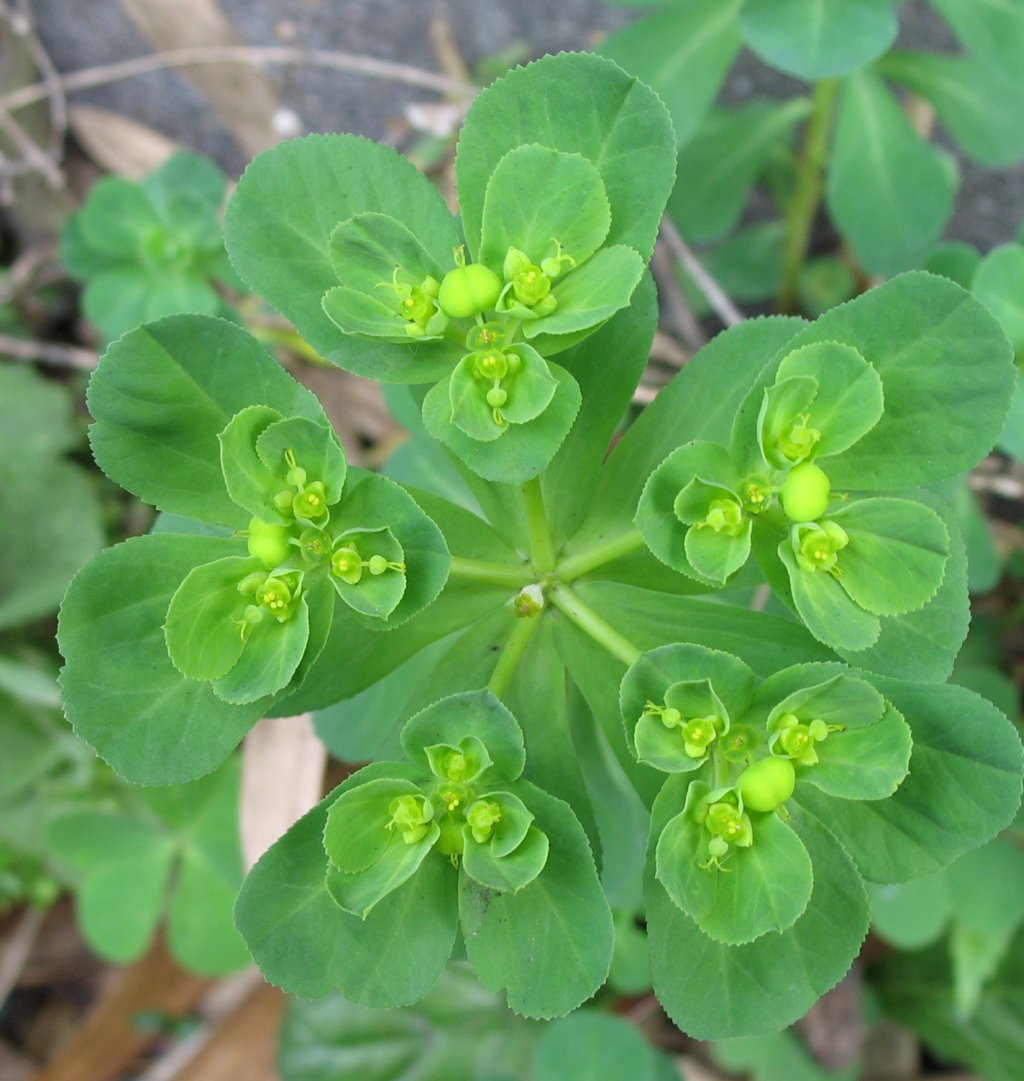
Typisches Verzweigungsmuster des Blütenstands
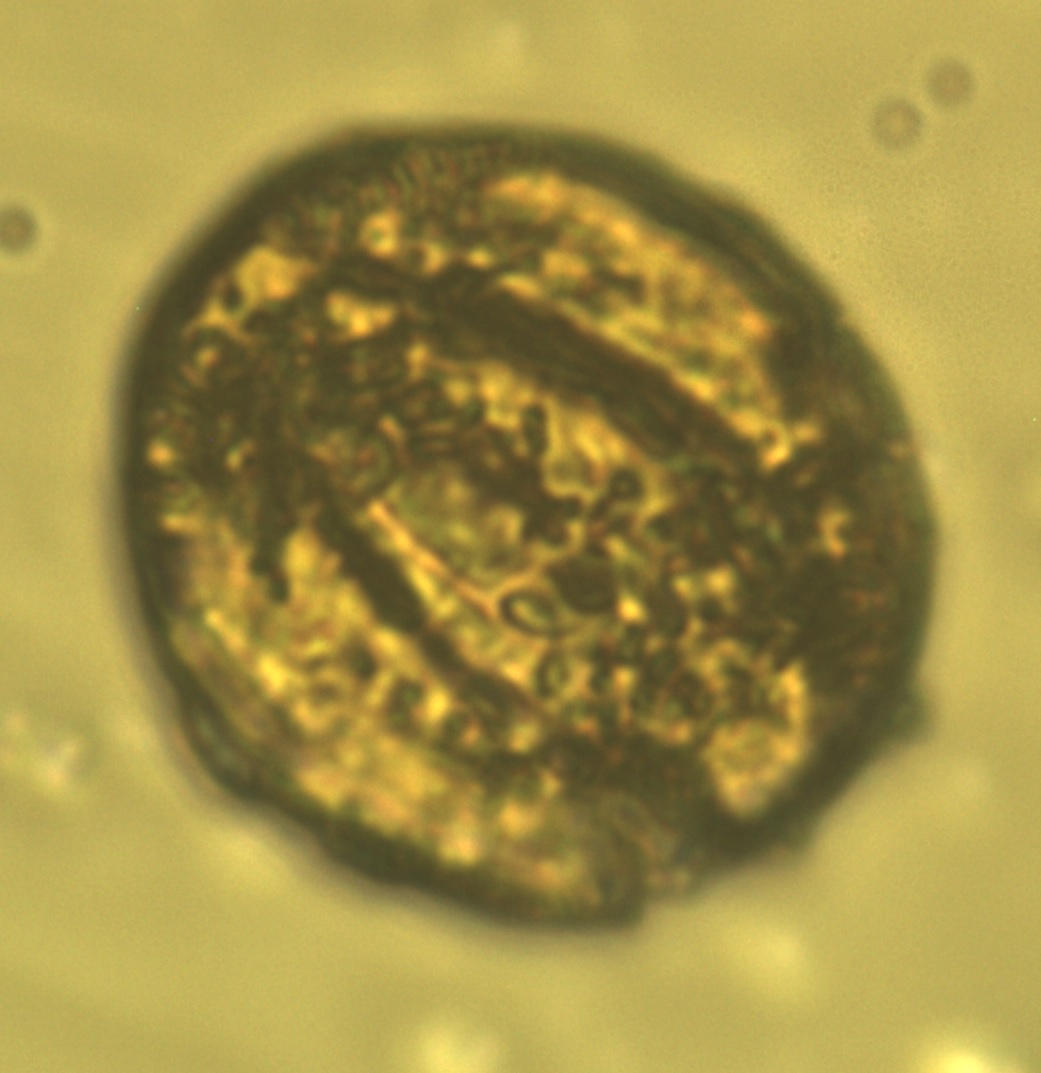
Pollen der Sonnenwend-Wolfsmilch (400×)